# Pinidae

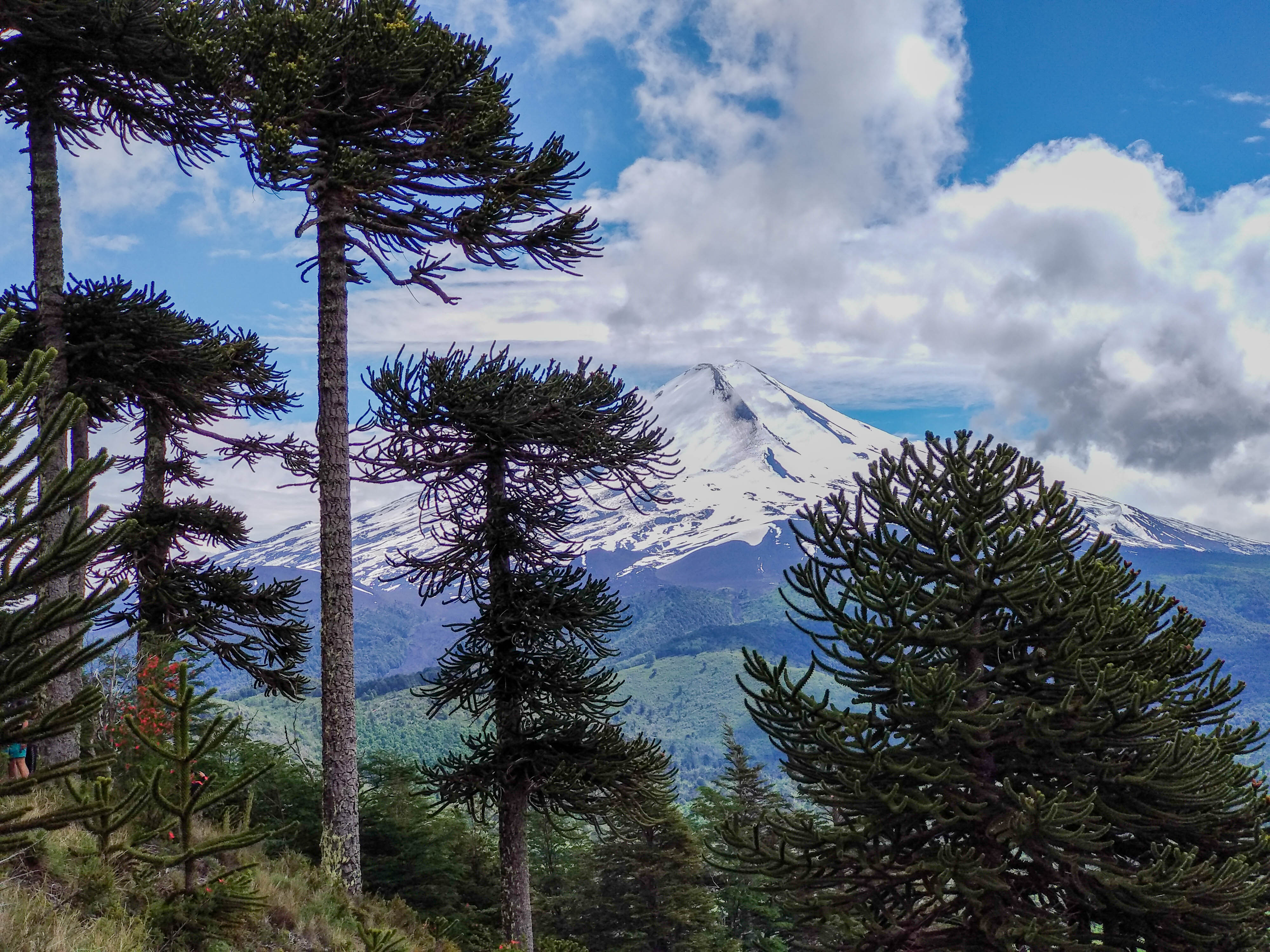
Araucaria es un género de coníferas de la familia Araucariaceae. Hay 19 especies del género.

Las coníferas (taxón Pinidae, división Pinophyta o Coniferophyta) son el grupo más importante de gimnospermas desde un punto de vista ecológico y económico. En un momento las coníferas fueron dominantes en las comunidades de plantas en todo el mundo. En la actualidad se encuentran desplazadas en muchos lugares por las angiospermas, pero, todavía son dominantes en muchos bosques (los bosques de coníferas).
Ejemplos de coníferas incluyen pinos, abetos, píceas, cipreses, cedros, sequoya, enebros, sabinas, alerces, tejos y araucarias.
Se ha propuesto un grupo parafilético respecto a gnetales.

## Características
Los miembros de este grupo son llamados coníferas porque la mayoría lleva las semillas en estructuras especializadas llamadas conos. Los conos protegen a los óvulos y después a las semillas, y facilitan la polinización y la dispersión. Estos conos consisten en un eje que lleva ramas cortas altamente modificadas, las escamas ovulíferas (la evidencia de que son ramas proviene de la orientación invertida de la vasculatura y de los fósiles intermedios entre las coníferas actuales y las coníferas fósiles, y de otro fósil llamado Cordaites). Estas escamas están sostenidas por brácteas, que pueden ser grandes y conspicuas como en algunas Pinaceae, o muy pequeñas, como en otras Pinaceae, o pequeñas a grandes y más o menos fusionadas a la escama, como en Cupressaceae, en la mayoría de los conos las escamas ovulíferas son mucho más grandes que las brácteas. Las semillas están asociadas a las escamas. Las escamas de los conos de la mayoría de los miembros de Pinaceae y Cupressaceae son leñosas o coriáceas. Juniperus tiene escamas más o menos jugosas y brillantemente coloreadas, volviendo a los conos con un aspecto de baya, y dispersados por animales. En Podocarpaceae los conos son más bien reducidos, con escamas altamente modificadas, jugosas, brillantemente coloreadas con solo un óvulo. Taxaceae lleva semillas solitarias parcial o completamente rodeadas por un arilo jugoso. En Pseudotsuga las brácteas son elongadas y pueden verse en la parte de afuera de las escamas ovulíferas. Las semillas son típicamente aladas, una adaptación para la dispersión de la semilla por viento.
Las coníferas comprenden un grupo quizás monofilético de árboles o arbustos altamente ramificados con hojas simples, esto es una posible apomorfía del grupo. Las hojas de las coníferas son lineales, aciculares (como aguja) o con forma de punzón. En algunas coníferas las hojas están agrupadas en ramas cortas, en los cuales los internodos adyacentes son muy cortos. Un caso extremo es el fascículo, como en algunas especies de Pinus, que es una rama corta especializada que consiste en tejido de tallo, una o más hojas aciculares, y escamas de yemas basales persistentes. Una segunda apomorfía de las coníferas, aparentemente compartida con las gnétidas, es la pérdida de la movilidad en el esperma. Esto distingue a las coníferas de otras gimnospermas, que tienen esperma flagelado. Las coníferas, como todas las espermatofitas vivientes, son sifonógamas, es decir, el gametófito masculino desarrolla un tubo polínico. Como en las cícadas y en Ginkgo, este tubo es haustorial, consume los tejidos de la nucela (del megasporangio) por un año aproximadamente después de la polinización. Una diferencia, sin embargo, (probablemente relacionada con la no movilidad del esperma) es que el gametófito masculino de las coníferas deja a las células del esperma más directamente en el huevo por crecimiento del tubo polínico dentro de la cámara del arquegonio, donde hace contacto con el gametófito femenino en o cerca del arquegonio. Las células del esperma no nadadoras entonces son liberadas del tubo polínico, hacen contacto con la célula huevo del arquegonio, y fertilizan el núcleo de la oosfera (gameto femenino). Como hay más de un arquegonio por semilla, pueden ocurrir múltiples eventos de fertilización, resultando en múltiples embriones jóvenes, pero usualmente sólo uno sobrevive en la semilla madura.
Reproductivamente las coníferas producen conos masculinos y conos femeninos, en el mismo individuo (plantas monoicas) o menos comúnmente en individuos separados (plantas dioicas). Como en todas las plantas vasculares, la estructura reproductiva contiene hojas que llevan esporangios (a estas hojas se llama esporofilos). Como en las cícadas, el estróbilo masculino lleva microesporofilos o esporofilos masculinos, que llevan los esporangios masculinos o microsporangios, que producen los granos de polen. Los granos de polen de las coníferas son interesantes porque la mayoría tienen dos «sacca«, dos vesículas que se evaginan de la pared del polen. Estas estructuras, como vejigas de aire, pueden funcionar para transportar el polen más eficientemente por viento. También pueden funcionar como dispositivos de flotación, para ayudar en la captura y el transporte de granos de polen por la gota de polinización producida en todas las gimnospermas.
Las coníferas datan del Carbonífero, hace unos 300 millones de años. Muchas de las familias actuales se desarrollaron en el Triásico tardío o el Jurásico temprano, y algunos géneros contemporáneos aparecieron a mediados del Jurásico. Hoy en día, las coníferas siguen siendo importantes en los climas más fríos, como los bosques boreales de Norteamérica y Asia, donde sus especies dominan la vegetación. Otras coníferas (particularmente Araucariaceae, Cupressaceae y Podocarpaceae) son prominentes en las regiones más frías del Hemisferio Sur. Las coníferas son valoradas como ornamentales, y su madera es utilizada para papel, construcción, y muchos otros propósitos. Muchas veces son llamadas «siempreverdes» por el follaje persistente de la mayoría de sus especies, o de «madera blanda».
La polinización es por viento. La mayoría de las coníferas, como la mayoría de las espermatofitas no angiospermas, utilizan una gota de polinización, que es un fluido pegajoso que exuda del óvulo en la polinización, para atrapar el polen del aire. Los granos de polen de la mayoría de Pinaceae llevan dos «saccas»: apéndices pequeños, como alas, que pueden servir para que flote el grano de polen en la gota de polinización hacia el óvulo, o para orientarlo apropiadamente durante la germinación. Alternativamente, el polen puede ser atrapado en estructuras más o menos pegajosas en la vecindad del óvulo. El polen entonces germina y crece mediante un tubo de polinización hacia el óvulo (el esperma no tiene flagelos).
Los árboles de coníferas son muchas veces monopódicos con un tronco o tallo central dominante. Con el tiempo el ápice puede ramificarse irregularmente. Las ramas son muchas veces verticiladas, al menos cuando la planta es joven.
Las coníferas comprenden 6 familias, con unas 600 especies.

## Usos

### Alimenticios
Entre los usos alimenticios, el más conocido es la recolección del piñón, que es la semilla comestible propia de las especies del género Pinus (familia Pinaceae); y la recolección del piñón patagónico, de las especies del género Araucaria (familia Araucariaceae), principalmente de la especie Araucaria araucana (la Araucaria).
El Enebro común (Juniperus communis), especie del género Juniperus (familia Cupressaceae), cuyas «bayas» se venden secas para usarlos como especia, y con ellas condimentar carnes, salsas y rellenos; y para aromatizar la ginebra.
La Kaya (Torreya nucifera), cuyas semillas, previo tratamiento, pueden ser consumidas como frutos secos.
Respectos a las especies que producen estructuras carnosas comestibles, similares a frutos podemos encontrar: 
El Lleuque (Prumnopitys andina), cuyas semillas tienen forma ovalada y están envueltas por una blanda pulpa comestible y de buen sabor; con la cual se prepara una mermelada, y otras preparaciones culinarias.
El Inugaya (Cephalotaxus harringtonia) en la cual igualmente la cubierta carnosa que recubre la semilla es comestible.
El Kahikatea (Dacrycarpus dacrydioides), cuyo arilo carnoso o «koroi» fue un importante recurso de comida para 
los maoríes; y era servido en las fiestas en grandes cantidades
El Kusamaki (Podocarpus macrophyllus), el Illawarra (Podocarpus elatus), y el mañio (Podocarpus nubigenus), entre otros podocarpus, cuyos arilos carnosos del cono maduro son comestibles (siendo el resto de la planta tóxica).

## Sinonimia
Las coníferas forman un taxón que ha recibido diversos nombres según los sistemas de clasificación, tales como Coniferae (Jussieu 1774, Eichler, Engler 1886-1924, Wettstein), Pinopsida (Burnett 1835, Kubitzki, Ehrendorfer, Ruggiero et al 2015), Coniferopsida (Sporne, Bierhorst, eol), Strobilophyta (Bessey), Coniferales (Coulter & Chamberlain), Coniferophyta (Johnson, Pant, Taylor, Cronquist, Margulis, ITIS), Coniferophytina / Pinicae (Cronquist et al), Pinatae (Kubitzki), Pinales (APG de Stevens, APWeb) y Pinidae (Chase & Reveal 2009, Christenhusz et al 2011, NCBI). Es popular Pinophyta (Reveal 1996) y también se ha usado Coniferidae y Taxopsida. Por otro lado, Cole & Hilger (2013) diferencian el clado Pinales de las coníferas (conifers), las cuales forman un grupo parafilético respecto a las gnetales.

## Filogenia
De acuerdo con la filogenia más actualizada, se puede encontrar una diferencia importante entre el clado y lo que tradicionalmente conocemos como coníferas, resultando estas últimas un grupo parafilético. Los análisis genéticos más diversos y actualizados ponen a las gnétidas o gnetales como un clado hermano de las pináceas (hipótesis gnepina), por lo que las relaciones así establecidas entre las gimnospermas se resumen en el siguiente cladograma:
|  | Araucariaceae |
|  |               |
|  | Podocarpaceae |
|  |               |

|  | Sciadopityaceae                                           |
|  |                                                           |
|  | \| \| Cupressaceae \| \| \| \| \| \| Taxaceae \| \| \| \| |
|  |                                                           |
|  | Cupressaceae                                              |
|  |                                                           |
|  | Taxaceae                                                  |
|  |                                                           |

|  | Cupressaceae |
|  |              |
|  | Taxaceae     |
|  |              |

|  | Araucariaceae |
|  |               |
|  | Podocarpaceae |
|  |               |

|  | Sciadopityaceae                                           |
|  |                                                           |
|  | \| \| Cupressaceae \| \| \| \| \| \| Taxaceae \| \| \| \| |
|  |                                                           |
|  | Cupressaceae                                              |
|  |                                                           |
|  | Taxaceae                                                  |
|  |                                                           |

|  | Cupressaceae |
|  |              |
|  | Taxaceae     |
|  |              |

|  | Pinales (= Pinaceae) |
|  |                      |
|  | Gnetales             |
|  |                      |

|  | Araucariaceae |
|  |               |
|  | Podocarpaceae |
|  |               |

|  | Sciadopityaceae                                           |
|  |                                                           |
|  | \| \| Cupressaceae \| \| \| \| \| \| Taxaceae \| \| \| \| |
|  |                                                           |
|  | Cupressaceae                                              |
|  |                                                           |
|  | Taxaceae                                                  |
|  |                                                           |

|  | Cupressaceae |
|  |              |
|  | Taxaceae     |
|  |              |

|  | Araucariaceae |
|  |               |
|  | Podocarpaceae |
|  |               |

|  | Sciadopityaceae                                           |
|  |                                                           |
|  | \| \| Cupressaceae \| \| \| \| \| \| Taxaceae \| \| \| \| |
|  |                                                           |
|  | Cupressaceae                                              |
|  |                                                           |
|  | Taxaceae                                                  |
|  |                                                           |

|  | Cupressaceae |
|  |              |
|  | Taxaceae     |
|  |              |

|  | Pinales (= Pinaceae) |
|  |                      |
|  | Gnetales             |
|  |                      |

|  | Araucariaceae |
|  |               |
|  | Podocarpaceae |
|  |               |

|  | Sciadopityaceae                                           |
|  |                                                           |
|  | \| \| Cupressaceae \| \| \| \| \| \| Taxaceae \| \| \| \| |
|  |                                                           |
|  | Cupressaceae                                              |
|  |                                                           |
|  | Taxaceae                                                  |
|  |                                                           |

|  | Cupressaceae |
|  |              |
|  | Taxaceae     |
|  |              |

|  | Araucariaceae |
|  |               |
|  | Podocarpaceae |
|  |               |

|  | Sciadopityaceae                                           |
|  |                                                           |
|  | \| \| Cupressaceae \| \| \| \| \| \| Taxaceae \| \| \| \| |
|  |                                                           |
|  | Cupressaceae                                              |
|  |                                                           |
|  | Taxaceae                                                  |
|  |                                                           |

|  | Cupressaceae |
|  |              |
|  | Taxaceae     |
|  |              |

|  | Pinales (= Pinaceae) |
|  |                      |
|  | Gnetales             |
|  |                      |

|  | Araucariaceae |
|  |               |
|  | Podocarpaceae |
|  |               |

|  | Sciadopityaceae                                           |
|  |                                                           |
|  | \| \| Cupressaceae \| \| \| \| \| \| Taxaceae \| \| \| \| |
|  |                                                           |
|  | Cupressaceae                                              |
|  |                                                           |
|  | Taxaceae                                                  |
|  |                                                           |

|  | Cupressaceae |
|  |              |
|  | Taxaceae     |
|  |              |

|  | Araucariaceae |
|  |               |
|  | Podocarpaceae |
|  |               |

|  | Sciadopityaceae                                           |
|  |                                                           |
|  | \| \| Cupressaceae \| \| \| \| \| \| Taxaceae \| \| \| \| |
|  |                                                           |
|  | Cupressaceae                                              |
|  |                                                           |
|  | Taxaceae                                                  |
|  |                                                           |

|  | Cupressaceae |
|  |              |
|  | Taxaceae     |
|  |              |

|  | Pinales (= Pinaceae) |
|  |                      |
|  | Gnetales             |
|  |                      |

|  | Araucariaceae |
|  |               |
|  | Podocarpaceae |
|  |               |

|  | Sciadopityaceae                                           |
|  |                                                           |
|  | \| \| Cupressaceae \| \| \| \| \| \| Taxaceae \| \| \| \| |
|  |                                                           |
|  | Cupressaceae                                              |
|  |                                                           |
|  | Taxaceae                                                  |
|  |                                                           |

|  | Cupressaceae |
|  |              |
|  | Taxaceae     |
|  |              |

|  | Araucariaceae |
|  |               |
|  | Podocarpaceae |
|  |               |

|  | Sciadopityaceae                                           |
|  |                                                           |
|  | \| \| Cupressaceae \| \| \| \| \| \| Taxaceae \| \| \| \| |
|  |                                                           |
|  | Cupressaceae                                              |
|  |                                                           |
|  | Taxaceae                                                  |
|  |                                                           |

|  | Cupressaceae |
|  |              |
|  | Taxaceae     |
|  |              |

|  | Pinales (= Pinaceae) |
|  |                      |
|  | Gnetales             |
|  |                      |

|  | Araucariaceae |
|  |               |
|  | Podocarpaceae |
|  |               |

|  | Sciadopityaceae                                           |
|  |                                                           |
|  | \| \| Cupressaceae \| \| \| \| \| \| Taxaceae \| \| \| \| |
|  |                                                           |
|  | Cupressaceae                                              |
|  |                                                           |
|  | Taxaceae                                                  |
|  |                                                           |

|  | Cupressaceae |
|  |              |
|  | Taxaceae     |
|  |              |

|  | Araucariaceae |
|  |               |
|  | Podocarpaceae |
|  |               |

|  | Sciadopityaceae                                           |
|  |                                                           |
|  | \| \| Cupressaceae \| \| \| \| \| \| Taxaceae \| \| \| \| |
|  |                                                           |
|  | Cupressaceae                                              |
|  |                                                           |
|  | Taxaceae                                                  |
|  |                                                           |

|  | Cupressaceae |
|  |              |
|  | Taxaceae     |
|  |              |

|  | Pinales (= Pinaceae) |
|  |                      |
|  | Gnetales             |
|  |                      |

|  | Araucariaceae |
|  |               |
|  | Podocarpaceae |
|  |               |

|  | Sciadopityaceae                                           |
|  |                                                           |
|  | \| \| Cupressaceae \| \| \| \| \| \| Taxaceae \| \| \| \| |
|  |                                                           |
|  | Cupressaceae                                              |
|  |                                                           |
|  | Taxaceae                                                  |
|  |                                                           |

|  | Cupressaceae |
|  |              |
|  | Taxaceae     |
|  |              |

|  | Araucariaceae |
|  |               |
|  | Podocarpaceae |
|  |               |

|  | Sciadopityaceae                                           |
|  |                                                           |
|  | \| \| Cupressaceae \| \| \| \| \| \| Taxaceae \| \| \| \| |
|  |                                                           |
|  | Cupressaceae                                              |
|  |                                                           |
|  | Taxaceae                                                  |
|  |                                                           |

|  | Cupressaceae |
|  |              |
|  | Taxaceae     |
|  |              |

|  | Pinales (= Pinaceae) |
|  |                      |
|  | Gnetales             |
|  |                      |

|  | Araucariaceae |
|  |               |
|  | Podocarpaceae |
|  |               |

|  | Sciadopityaceae                                           |
|  |                                                           |
|  | \| \| Cupressaceae \| \| \| \| \| \| Taxaceae \| \| \| \| |
|  |                                                           |
|  | Cupressaceae                                              |
|  |                                                           |
|  | Taxaceae                                                  |
|  |                                                           |

|  | Cupressaceae |
|  |              |
|  | Taxaceae     |
|  |              |

|  | Araucariaceae |
|  |               |
|  | Podocarpaceae |
|  |               |

|  | Sciadopityaceae                                           |
|  |                                                           |
|  | \| \| Cupressaceae \| \| \| \| \| \| Taxaceae \| \| \| \| |
|  |                                                           |
|  | Cupressaceae                                              |
|  |                                                           |
|  | Taxaceae                                                  |
|  |                                                           |

|  | Cupressaceae |
|  |              |
|  | Taxaceae     |
|  |              |

|  | Pinales (= Pinaceae) |
|  |                      |
|  | Gnetales             |
|  |                      |

Otras hipótesis son anteriores, tienen menos respaldo en la genética y no relacionan a las gnetales con las pinales. Las gnetales nunca se consideraron coníferas dada sus diferencias morfológicas.
El clado de las «coníferas y relacionadas» se denomina a veces gnetíferas (neologismo de coníferas + gnetales) o también Pinales (Cole & Hilgher 2014). Presenta características como los gametos masculinos inmóviles, la función del tubo polínico es el transporte de estas células espermáticas y no hay cámara arquegonial. Hay ramificación, madera picnoxílica (con poco o ningún parénquima en el xilema), traqueida con torus-margo, yemas auxiliares al menos en algunos nodos, microesporangióforos y microesporangio abaxial.

### Clados
El clado gnepinos (Gnetales + Pinaceae) está respaldado por múltiples análisis filogenéticos, sin embargo, los sistemas taxonómicos modernos han preferido no asignarle un taxón que deviene en altamente controversial debido a las importantes diferencias morfológicas entre ambos grupos y mantienen la clasificación en los cuatro taxones tradicionales de gimnospermas. La paleobotánica parece respaldar cronológicamente estos resultados, ya que mientras coníferas, ginkgos y cícadas se originaron hace unos 310 millones de años (con fósiles de casi 300 Ma), se encontraron pináceas de hace 155 Ma y macrofósiles gnetales de solo 120 Ma.
El clado cupresofitas (Araucariales + Cupressales)  (APWeb) también se le llama clado conífera II (Bowe et al 2000) o Cupressopsida (Simpson 2010), presenta características comunes a nivel del xilema y floema. Está constituido por cinco familias agrupadas filogenéticamente del siguiente modoː {(Araucariaceae + Podocarpaceae) [Sciadopityaceae (Cupressaceae + Taxaceae)]}.

## Taxonomía
Introducción teórica en Taxonomía
Según Christenhusz et al. 2011 y adoptado por el NCBI, provee una secuencia lineal de las gimnospermas hasta género:
SUBCLASE IV. Pinidae Cronquist, Takht. & Zimmerm., Taxon 15: 134 (1966). Tipo: Pinaceae. Sinónimos: Taxidae Ehrend. ex Reveal, Phytologia 79: 71 (1996). Tipo: Taxaceae. Podocarpidae Doweld & Reveal, Phytologia 84: 366 (1999). Tipo: Podocarpaceae. Araucariidae Doweld, Tent. Syst. Pl. Vasc.: xx (2001). Tipo: Araucariaceae. Cupressidae Doweld, Tent. Syst. Pl. Vasc.: xix (2001). Tipo: Cupressaceae.
- ORDEN F. Pinales Gorozh., Lekts. Morf. Sist. Archegon.: 88 (1904). Tipo: Pinaceae. Sinónimos: Abietales Link, Handbuch 2: 474 (1829). Tipo: Abietaceae.
  - Familia 7. Pinaceae Spreng. ex F.Rudolphi, Syst. Orb. Veg.: 35 (1830), nom. cons. Tipo: Pinus L. Sinónimos: Cedraceae Vest, Anleit. Stud. Bot.: 265, 280. 1818. Tipo: Cedrus Trew. Abietaceae Gray, Nat. Arr. Brit. Pl. 2: 222, 223. (1822), nom. cons. Tipo: Abies Mill. Piceaceae Gorozh., Lekts. Morf. Sist. Archegon.: 79. (1904). Tipo: Picea A.Dietr.
11 géneros, cerca de 225 especies, Eurasia templado a tropical, Sumatra, Filipinas, Norteamérica Sur a Nicaragua, Oeste de Indias. El árbol filogenético publicado por Liston et al. (2003) ha sido usado para crear esta secuencia.
    - 7.1. Cedrus Trew, Cedr. Lib. Hist., Apol. Mant. 1: 6 (1757), nom. cons., non Duhamel (1755, nom. rej.), non Mill. (1757, = Cedrela P.Browne, Meliaceae). Tipo: C. libani A.Rich. (≡ Pinus cedrus L.)
    - 7.2. Pinus L., Sp. Pl. 2: 1000 (1753). Tipo: P. sylvestris L. Sinónimos: Pinea Wolf, Gen. Pl.: 156 (1776). Tipo: no designado. Strobus (Sweet ex Spach) Opiz, Lotos 4: 94 (1854). Tipo: S. weymouthiana Opiz (≡ Pinus strobus L.) Caryopitys Small, Fl. S. E. U. S.: 29 (1903). Tipo: C. edulis (Engelm.) Small (≡ Pinus edulis Engelm.) Apinus Neck. ex Rydb., Bull. Torrey Bot. Club 32: 597 (1905). Tipo: Pinus cembra L. Leucopitys Nieuwl., Amer. Midl. Naturalist 3: 69 (1913), nom. illeg. (≡ Strobus (Sweet ex Spach) Opiz) Ducampopinus A.Chev., Rev. Int. Bot. Appl. Agric. Trop. 24: 30 (1944). Tipo: D. krempfii (Lecomte) A.Chev. (≡ Pinus krempfii Lecomte)
    - 7.3. Cathaya Chun & Kuang, Acta Bot. Sin. 10: 245 (1962). Tipo: C. argyrophylla Chun & Kuang
    - 7.4. Picea A.Dietr., Fl. Berlín 1(2): 794 (1824). Tipo: P. rubra A.Dietr., nom. illeg. (≡ Picea abies (L.) H.Karst., ≡ Pinus abies L.) Sinónimos: Veitchia Lindl., Gard. Chron. 1861: 265 (1861) nom. rej. non Veitchia H.Wendl., (1868, Arecaceae), nom. cons. Tipo: V. japonica Lindl.
Nota: Este es ambiguamente sinónimo con Picea; la identidad de la especie tipo es desconocida.
    - 7.5. Pseudotsuga Carr., Traité Conif., ed. 2: 256 (1867). Tipo: P. douglasii (Sabine ex D.Don) Carr. (≡ Pinus douglasii Sabine ex D.Don) [nombre corrrecto P. menziesii (Mirb.) Franco]. Sinónimo: Abietia A.H.Kent, Man. Conif., ed. 2: 474 (1900), nom. illeg.
    - 7.6. Larix Mill., Gard. Dict. Abr., ed. 4: [sin número de página.] (1754). Tipo: L. decidua Mill. (≡ Pinus larix L.)
    - 7.7. Pseudolarix Gordon, Pinetum: 292 (1858), nom. cons. Tipo: P. kaempferi Gordon [nombre correcto P. amabilis (J.Nelson) Rehder] Sinónimos: Laricopsis A.H.Kent, Man. Conif., ed. 2: 403 (1900), nom. illeg., non Fontaine (1889). Tipo: L. kaempferi (Gordon) A.H.Kent (≡ Pseudolarix kaempferi Gordon). Chrysolarix H.E.Moore, Baileya 13: 133 (1965). Tipo: C. amabilis (J.Nelson) H.E.Moore (≡ Larix amabilis J.Nelson)
    - 7.8. Tsuga (Endl.) Carr., Traité Conif.: 185 (1855). Tipo: T. sieboldii Carr. (≡ Abies tsuga Siebold & Zucc.) Sinónimos: Hesperopeuce (Engelm.) Lemmon, Bienn. Rep. Calif. State Board Forest. 3: 126 (1890). Tipo: H. pattoniana (J.Jeffrey ex A.Murray) Lemmon (≡ Abies pattoniana J.Jeffrey ex A.Murray)
    - 7.9. Nothotsuga Huex C.N.Page, Notes Roy. Bot. Gard. Edinburgh 45: 390 (1989). Tipo: N. longibracteata (W.C.Cheng) C.N.Page (≡ Tsuga longibracteata W.C.Cheng)
    - 7.10. Keteleeria Carr., Rev. Hort. 37: 449 (1866). Tipo: K. fortunei (A.Murray) Carr. (≡ Picea fortunei A.Murr., como ‘fortuni’).
    - 7.11. Abies Mill., Gard. Dict. Abr., ed. 4, vol. 1: [sin número de página] (1754). Tipo: A. alba Mill. (≡ Pinus picea L.) Sinónimo: Picea D.Don ex Loud., Arbor. Frut. Brit. 4: 2329 (1838), nom. illeg., non A.Dietr. (1824).

- ORDEN G. Araucariales Gorozh., Lekts. Morf. Sist. Archegon.: 72 (1904). Tipo: Araucariaceae. Sinónimos: Podocarpales Pulle ex Reveal, Novon 2: 239 (1992). Tipo: Podocarpaceae. Saxegothaeales Doweld & Reveal, Phytologia 84: 365 (1999). Tipo: Saxegothaeaceae. Falcatifoliales Melikian & A.V.Bobrov, Bot. Zhurn. (Moscow & Leningrad) 85(7): 61 (2000). Tipo: Falcatifoliaceae. Parasitaxales Melikian & A.V.Bobrov, Bot. Zhurn. (Moscow & Leningrad) 85(7): 61 (2000). Tipo: Parasitaxaceae. Microstrobales Melikian & A.V.Bobrov ex Doweld & Reveal, Novon 11: 396 (2001). Tipo: Microstrobaceae.
  - Familia 8. Araucariaceae Henkel & W.Hochst., Syn. Nadelhölz.: xvii, 1 (1865), nom. cons. Tipo: Araucaria Juss. Sinónimos: Dammaraceae Link, Abh. Konigl. Akad. Wiss. Berlín 1827: 157 (1830), nom. illeg. Tipo: Dammara Link. Agathidaceae (Vierh.) Baum.-Bodenh. ex A.V.Bobrov & Melikian, Komarovia 4: 61 (2006). Tipo: Agathis Salisb.
3 géneros, 41 especies, Sudeste de Asia y Filipinas a Australasia, Pacífico, sur de Sudamérica.
    - 8.1. Araucaria Juss., Gen. 413 (1789). Tipo: A. imbricata Pav., nom. illeg. (≡ Pinus araucana Molina) Dombeya Lam., Encycl. Meth., Bot. 2: 301 (1786), nom. illeg., non L’Hér. (1785), nom. rej. Tipo: D. chilensis Lam., nom. illeg. (≡ Pinus araucana Molina) Sinónimos: Columbea Salisb., Trans. Linn. Soc. London 8: 317 (1807), nom. illeg. Tipo: C. quadrifaria Salisb., nom. illeg. (≡ Pinus araucana Molina) Eutassa Salisb., Trans. Linn. Soc. London 8: 316 (1807). Tipo: E. heterophylla Salisb. (≡ Araucaria heterophylla). Eutacta Link, Linnaea 15: 543 ( 1842). Tipo: E. cunninghamii (Aiton ex A. Cunn.) Link (tipo designado aquí por Mill & Farjon) (≡ Araucaria cunninghamii Aiton ex A.Cunn.). Quadrifaria Manetti ex Gordon, Pinet. Suppl. 14 (1862). Tipo: Q. imbricata (Pav.) Manetti ex Gordon (≡ Araucaria araucana). Marywildea A.V.Bobrov & Melikian, Komarovia 4: 57 (2006). Tipo: M. bidwillii (Hook.) A.V.Bobrov & Melikian (≡ Araucaria bidwillii Hook.). Titanodendron A.V.Bobrov & Melikian, Komarovia 4: 60 (2006). Tipo: T. hunsteinii (K.Schum.) A.V.Bobrov & Melikian (≡ Araucaria hunsteinii K.Schum.).
    - 8.2. Wollemia W.G.Jones, K.D.Hill & J.M.Allen, Telopea 6: 173 (1995). Tipo: W. nobilis W.G.Jones, K.D.Hill & J.M.Allen
    - 8.3. Agathis Salisb., Trans. Linn. Soc. London 8: 311 (1807), nom. cons. Tipo: A. loranthifolia Salisb., nom. illeg. (≡ Pinus dammara (Lamb.) L.C.Rich.) Sinónimos: Dammara Link, Enum. Pl. Horti Berol. 2: 411 (1822), nom. illeg., non Gaertner (1790). Salisburyodendron A.V.Bobrov & Melikian, Komarovia 4: 62 (2006). Tipo: S. australis (Lamb.) A.V.Bobrov & Melikian (≡ Agathis australis Salisb.).

  - Familia 9. Podocarpaceae Endl., Syn. Conif.: 203 (1847), nom. cons. Tipo: Podocarpus L’Hér. ex Pers. Sinónimos: Phyllocladaceae Bessey, Nebraska Univ. Stud. 7: 325 (1907). Tipo: Phyllocladus Rich. ex Mirb. Phyllocladaceae E.L.Core ex H.Keng, Taiwania 18(2): 142 (1973), nom. illeg. Tipo: Phyllocladus Rich. ex Mirb. Pherosphaeraceae Nakai, Tyosen-Sanrin 158: 15 (1938). Tipo: Pherosphaera W.Archer bis. Nageiaceae D.Z.Fu, Acta Phytotax. Sin.: 522 (1992). Tipo: Nageia Gaertn. Acmopylaceae Melikian & A.V.Bobrov, Proc. Intern. Conf. Plant Anat. Morph. (St. Petersburg) 1997: 93 (1997). Tipo: Acmopyle Pilg. Saxegothaeaceae Gaussen ex Doweld & Reveal, Phytologia 84: 365. (1999). Tipo: Saxegothaea Lindl., nom. cons. Microcachrydaceae Doweld & Reveal, Phytologia 84: 365 (1999). Tipo: Microcachrys Hook.f. Bracteocarpaceae Melikian & A.V.Bobrov, Bot. Zhurn. (Moscow & Leningrad) 85(7): 60 (2000). Tipo: Bracteocarpus' Melikian & A.V.Bobrov. Dacrycarpaceae Melikian & A.V.Bobrov, Bot. Zhurn. (Moscow & Leningrad) 85(7): 59 (2000). Tipo: Dacrycarpus de Laub. Falcatifoliaceae Melikian & A.V.Bobrov, Bot. Zhurn. (Moscow & Leningrad) 85(7): 61 (2000). Tipo: Falcatifolium de Laub. Halocarpaceae Melikian & A.V.Bobrov, Bot. Zhurn.(Moscow & Leningrad) 85(7): 60 (2000). Tipo: Halocarpus Quinn. Lepidothamnaceae Melikian & A.V.Bobrov, Bot. Zhurn. (Moscow & Leningrad) 85(7): 63 (2000). Tipo: Lepidothamnus Phil. Microstrobaceae Doweld & Reveal, Novon 11: 396 (2001). Tipo: Microstrobos J.Garden & L.A.S.Johnson. Parasitaxaceae Melikian & A.V.Bobrov, Bot. Zhurn. (Moscow & Leningrad) 85(7): 61 (2000). Tipo: Parasitaxus de Laub. Prumnopityaceae Melikian & A.V.Bobrov, Bot. Zhurn. (Moscow & Leningrad) 85(7): 58 (2000). Tipo: Prumnopitys Phil.
19 géneros, cerca de 180 especies, montañas de África tropical, Japón a Australia y Nueva Zelanda, Sudoeste del Pacífico, Sudamérica, América Central, Islas del Caribe. Los análisis filogenéticos que se siguen aquí son los de Kelch (1997, 1998), Conran et al. (2000) y Sinclair et al. (2002).
    - 9.1. Phyllocladus Rich. ex Mirb., Mém. Mus. Hist. Nat. 13: 48 (1825), nom. cons. Tipo: P. billardieri Mirb, nom. illeg. (≡ Podocarpus aspleniifolius Labill.) [nombre correcto: Phyllocladus aspleniifolius (Labill.) Hook.f.] Sinónimos: Podocarpus Labill., Novae Holl. Pl. Spec. 2: 71, t. 221 (1806), nom. rej. (≡ Phyllocladus por tipificación). Thalamia Spreng., Anleit., ed. 2, 2: 218 (1817), nom. illeg. Tipo: T. aspleniifolia (Labill.) Spreng. (≡ Podocarpus aspleniifolius Labill.). Brownetera Rich. ex Tratt., Gen. Nov. Pl.: adt. [14] (1825), nom. illeg. Tipo: B. aspleniifolia (Labill.) Tratt. (≡ Podocarpus aspleniifolius Labill.)
    - 9.2. Lepidothamnus Phil., Linnaea 30: 730 (1861). Tipo: L. fonkii Phil.
    - 9.3. Prumnopitys Phil., Linnaea 30: 731 (1861). Tipo: P. elegans Phil. [nombre correcto: P. andina (Poepp. ex Endl.) de Laub.] Sinónimos: Stachycarpus (Endl.) Tiegh., Bull. Soc. Bot. France 38: 163 (1891). Tipo: S. andinus (Poepp. ex Endl.) Tiegh., como ‘andina’ (≡ Prumnopitys andina (Poepp. ex Endl.) de Laub., ≡ Podocarpus andinus Poepp. ex Endl., como ‘andina’). Stachypitys A.V.Bobrov & Melikian, Bot. Zhurn. (Moscow & Leningrad) 85(7): 58 (2000) nom. illeg., non Schenk (1867, fossil). Tipo: S. ferrugineus (G.Benn. ex D.Don) A.V.Bobrov & Melikian (≡ Prumnopitys ferruginea (G.Benn. ex D.Don) de Laub., ≡ Podocarpus ferrugineus G.Benn. ex D.Don). Van-Tieghemia A.V.Bobrov & Melikian, Bot. Zhurn. (Moscow & Leningrad) 85(7): 58 (2000) nom. illeg., non Vantieghemia Kuntze (1891, fungus). Tipo: V. montana (Humb. & Bonpl. ex Willd.) A.V.Bobrov & Melikian (≡ Prumnopitys montana (Humb. & Bonpl. ex Willd.) de Laub., ≡ Podocarpus montanus Humb. & Bonpl. ex Willd.). Botryopitys Doweld, Turczaninowia 3(4): 37 (2001). Tipo: B. montana (Humb. & Bonpl. ex Willd.) Doweld (≡ Prumnopitys montana (Humb. & Bonpl. ex Willd.) de Laub., ≡ Podocarpus montanus Humb. & Bonpl. ex Willd.).[nota 2]
    - 9.4. Sundacarpus (J.Buchholz & N.E.Gray) C.N.Page, Notes Roy. Bot. Gard. Edinburgh 45: 378 (1989). Tipo: S. amarus (Blume) C.N.Page (≡ Podocarpus amarus Blume, como ‘amara’)
    - 9.5. Halocarpus Quinn, Austral. J. Bot. 30: 317 (1982). Tipo: H. bidwillii (Hook.f. ex Kirk) Quinn (≡ Dacrydium bidwillii Hook.f. ex Kirk)
    - 9.6. Parasitaxus de Laub., Fl. Nouv. Calédonie 4: 44 (1972). Tipo: P. usta (Vieill.) de Laub., como ‘ustus’ (≡ Dacrydium ustum Vieill.)
    - 9.7. Lagarostrobos Quinn, Austral. J. Bot. 30: 316 (1982). Tipo: L. franklinii (Hook.f.) Quinn (≡ Dacrydium franklinii Hook.f.)
    - 9.8. Manoao Molloy, New Zealand J. Bot. 33: 196 (1995). Tipo: M. colensoi (Hook.) Molloy (≡ Dacrydium colensoi Hook.)
    - 9.9. Saxegothaea Lindl., J. Hort. Soc. London 6: 258 (1851), como ‘Saxe-Gothaea’, nom. & orth. cons. Tipo: S. conspicua Lindl. Sinónimo: Squamataxus J.Nelson, Pinaceae 168 (1866), nom. illeg. Tipo: S. albertiana J.Nelson, nom. illeg. (≡ Saxegothaea conspicua Lindl.)
    - 9.10. Microcachrys Hook.f., London J. Bot. 4: 149 (1845). Tipo: M. tetragona (Hook.) Hook.f. (≡ Athrotaxis tetragona Hook.)
    - 9.11. Pherosphaera W.Archer bis, Hooker's J. Bot. Kew Gard. Misc. 2: 52 (1850). Tipo: P. hookeriana W.Archer bis. Sinónimo: Microstrobos J.Garden & L.A.S.Johnson, Contr. New South Wales Natl. Herb. 1: 315 (1951). Tipo: M. fitzgeraldii (F.Muell.) L.A.S.Johnson ( ≡ Pherosphaera fitzgeraldii F.Muell.)
    - 9.12. Acmopyle Pilg. in H.G.A. Engler, Nat. Pflanzenr. IV. 5 (Heft 18): 117 (1903). Tipo: A. pancheri (Brongn. & Gris) Pilger (≡ Dacrydium pancheri Brongn. & Gris)
    - 9.13. Dacrycarpus de Laub., J. Arnold Arbor. 50: 315 (1969). Tipo: D. dacrydioides (A.Rich.) de Laub. (≡ Podocarpus dacrydioides A.Rich.) Sinónimos: Bracteocarpus A.V.Bobrov & Melikian, Byull. Moskovsk. Obshch. Isp. Prir., Otd. Biol., ser. 2, 103(1): 58 (1998). Tipo: B. imbricatus (Blume) A.V.Bobrov & Melikian (≡ Dacrycarpus imbricatus (Blume) de Laub., ≡ Podocarpus imbricatus Blume). Laubenfelsia A.V.Bobrov & Melikian, Bot. Zhurn. (Moscow & Leningrad) 85(7): 60 (2000). Tipo: L. vieillardii (Parl.) A.V.Bobrov & Melikian, non rite publ. (≡ Dacrycarpus vieillardii (Parl.) de Laub.).
Nota: Si bien el nombre de la única especie de Laubenfelsia fue una publicación inválida, el nombre de género Laubenfelsia ha sido considerado válido (R.K. Brummitt, pers. comm. a Mill, 19 de febrero de 2001).
    - 9.14. Dacrydium Lamb., Descr. Pinus 1: 93 (1807). Tipo: D. cupressinum Sol. ex Lamb. Sinónimos: Corneria A.V.Bobrov & Melikian, Bot. Zhurn. (Moscow & Leningrad) 85(7): 62 (2000), nom. illeg., non Cornera Furtado (1955, Arecaceae). Tipo: C. elata (Roxb.) A.V.Bobrov & Melikian (≡ Dacrydium elatum (Roxb.) Wall. ex Hook. ≡ Juniperus elata Roxb.) Gaussenia A.V.Bobrov & Melikian, Bot. Zhurn. (Moscow & Leningrad) 85(7): 62 (2000). Tipo: G. lycopodioides (Brongn. & Gris) A.V.Bobrov & Melikian (≡ Dacrydium lycopodioides Brongn. & Gris). Metadacrydium M.G.Baum.-Bod. ex Melikian & A.V.Bobrov, Bot. Zhurn. (Moscow & Leningrad) 85(7): 63 (2000). Tipo: M. araucarioides (Brongn. & Gris) M.G.Baum.-Bod. ex Melikian & A.V.Bobrov (≡ Dacrydium araucarioides Brongn. & Gris)
    - 9.15. Falcatifolium de Laub., J. Arnold Arbor. 50: 308 (1969). Tipo: F. falciforme (Parl.) de Laub. (≡ Podocarpus falciformis Parl.)
    - 9.16. Retrophyllum C.N.Page, Notes Roy. Bot. Gard. Edinburgh 45: 379 (1989). Tipo: R. vitiense (Seem.) C.N.Page (≡ Podocarpus vitiensis Seem.). Sinónimos: Decussocarpus de Laub., J. Arnold Arbor. 50: 340 (1969), nom. illeg. Tipo: D. vitiensis (Seem.) de Laub. (≡ Retrophyllum vitiense (Seem.) C.N.Page ≡ Podocarpus vitiensis Seem.)[nota 3]
    - 9.17. Nageia Gaertn., Fruct. Sem. Pl. 1: 191 (1788). Tipo: N. japonica Gaertn., nom. illeg. (≡ N. nagi (Thunb.) Kuntze, ≡ Myrica nagi Thunb.)
    - 9.18. Afrocarpus (J.Buchholz & N.E.Gray) C.N.Page, Notes Roy. Bot. Gard. Edinburgh 45: 383 (1989). Tipo: A. falcatus (Thunb.) C.N.Page, como ‘falcata’ (≡ Taxus falcata Thunb.)
    - 9.19. Podocarpus L’Hér. ex Pers., Syn. Pl. 2: 580 (1807), nom. cons. Tipo: P. elongates (Aiton) L’Her. ex Pers. (≡ Taxus elongata Aiton, typ. cons.) Sinónimo: Margbensonia A.V.Bobrov & Melikian, Byull. Moskovsk. Obshch. Isp. Prir., Otd. Biol., ser. 2, 103(1): 59 (1998). Tipo: M. macrophylla (Thunb.) A.V.Bobrov & Melikian (≡ Podocarpus macrophyllum (Thunb.) Sweet, ≡ Taxus macrophylla Thunb.)

- ORDEN H. Cupressales Link, Handbuch 2: 470 (1829). Tipo: Cupressaceae. Sinónimos: Taxales Link, Handbuch 2: 470 (1829). Tipo: Taxaceae. Taxodiales Schimp., Traité Paléont. Vég. 2*: 309 (1870). Tipo: Taxodiaceae. Cephalotaxales Takht. ex Reveal, Phytologia 74: 175 (1993). Tipo: Cephalotaxaceae. Sciadopityales Takht. ex Reveal, Phytologia 75: 176 (1993). Tipo: Sciadopityaceae. Actinostrobales Doweld, Tent. Syst. Pl. Vasc: xx (2001). Tipo: Actinostrobaceae. Athrotaxidales Doweld, Tent. Syst. Pl. Vasc: xix (2001). Tipo: Athrotaxidaceae. Cunninghamiales Doweld, Tent. Syst. Pl. Vasc: xix (2001). Tipo: Cunninghamiaceae.
  - Familia 10. Sciadopityaceae Luerss., Grundz. Bot.: 265 (1877) Tipo: Sciadopitys Siebold & Zucc.
1 género con una única especie en Japón.
    - 10.1. Sciadopitys Siebold & Zucc., Fl. Jap. 2: 1 (1842). Tipo: S. verticillata (Thunb.) Siebold & Zucc. (≡ Taxus verticillata Thunb.)

  - Familia 11. Cupressaceae Gray, Nat. Arr. Brit. Pl. 2: 222. (1822), nom. cons. Tipo: Cupressus L. Sinónimos: Juniperaceae J.Presl & C.Presl, Delic. Prag.: 142 (1822). Tipo: Juniperus L. Thujaceae Burnett, Outl. Bot.: 502, 1149 (1835). Tipo: Thuja L. Cunninghamiaceae Siebold & Zucc., Fl. Jap. 2: 1, 3 (1842). Tipo: Cunninghamia R.Br. Taxodiaceae Saporta, Ann. Sci. Nat.,Bot., ser. 5, 4: 44 (1865), nom. cons. Tipo: Taxodium Rich. Sequoiaceae C.Koch ex Luerss., Grundz. Bot.: 265 (1877). Tipo: Sequoia Endl. Cryptomeriaceae Gorozh., Lekts. Morf. Sist. Archegon.: 88 (1904). Tipo: Cryptomeria D.Don. Thujopsidaceae Bessey, Nebraska Univ. Stud. 7: 325 (1907). Tipo: Thujopsis Siebold & Zucc. ex Endl. Actinostrobaceae Lotsy, Vortr. Bot. Stammesgesch. 3**: 98 (1911). Tipo: Actinostrobus Miq. Callitridaceae Seward, Fossil Pl. 4: 124, 151, 336 (1919). Tipo: Callitris Vent. Limnopityaceae Hayata, Bot. Mag. (Tokyo) 46: 25. 1932. Tipo: Taxodium Rich. Taiwaniaceae Hayata, Bot. Mag. (Tokyo) 46: 26 (1932). Tipo: Taiwania Hayata. Tetraclinaceae Hayata, Bot. Mag. (Tokyo) 46: 27 (1932). Tipo: Tetraclinis Masters. Microbiotaceae Nakai, Tyosen-Sanrin 165: 13 (1938). Tipo: Microbiota Komarov. Metasequoiaceae S.Miki ex Hu & W.C.Cheng, Bull. Fan Mem. Inst. Biol., ser. 2, 1: 154 (1948). Tipo: Metasequoia Hu & W.C.Cheng. Athrotaxidaceae Doweld, Prosyllab. Tracheophyt.: xix (2001). Tipo: Athrotaxis D.Don. Libocedraceae Doweld, Novosti Sist. Vyssh. Rast. 33: 42 (2001). Tipo: Libocedrus Endl. Neocallitropsidaceae Doweld, Prosyllab. Tracheophyt.: xx (2001). Tipo: Neocallitropsis Florin. Widdringtoniaceae Doweld, Prosyllab. Tracheophyt.: xx (2001). Tipo: Widdringtonia Endl. Arceuthidaceae A.V.Bobrov & Melikian, Komarovia 4: 79 (2006). Tipo: Arceuthos Antoine & Kotschy. Diselmaceae A.V.Bobrov & Melikian, Komarovia 4: 96 (2006). Tipo: Diselma Hook.f. Fitzroyaceae A.V.Bobrov & Melikian, Komarovia 4: 80 (2006), ‘Fitz-Royaceae’. Tipo: Fitzroya Hook.f. ex Lindl. Pilgerodendraceae A.V.Bobrov & Melikian, Komarovia 4: 87 (2006). Tipo: Pilgerodendron Florin. Platycladaceae A.V.Bobrov & Melikian, Komarovia 4: 97 (2006). Tipo: Platycladus Spach
29 géneros, cerca de 130 species, casi cosmopolita. Esta secuencia está basada en los árboles filogenéticos de Gadek et al. (2000) y Little et al. (2004).
    - 11.1. Cunninghamia R.Br. in L.C.M. Richard, Comm. Bot. Conif. Cycad. 149 (1826), nom. cons., non Schreb. (1791), nom. rej. Tipo: C. sinensis R.Br., nom. illeg. (≡ C. lanceolata (Lamb.) Hook., ≡ Pinus lanceolata Lamb.) Sinónimos: Belis Salisb., Trans. Linn. Soc. London 8: 315 (1807), nom. rej. Tipo: B. jaculifolia Salisb., nom. illeg. (≡ Pinus lanceolata Lamb.) Jacularia Raf., Gard. Mag. & Reg. Rural Domest. Improv. 8: 247 (1832), nom. illeg. Raxopitys J.Nelson, Pinaceae: 97 (1866) Tipo: R. cunninghamii J.Nelson, nom. illeg. (≡ Pinus lanceolata Lamb.)
    - 11.2. Taiwania Hayata, J. Linn. Soc., Bot. 37: 330 (1906). Tipo: T. cryptomerioides Hayata
    - 11.3. Athrotaxis D.Don, Ann. Nat. Hist. 1: 234 (1838). Tipo: A. selaginoides D.Don
    - 11.4. Metasequoia Hu & W.C.Cheng, Bull. Fan Mem. Inst. Biol., ser. 2, 1(2): 154 (1948), nom. cons., non Miki (1941, nom. rej. = fósil). Tipo: M. glyptostroboides Hu & W.C.Cheng, nom. & typ. cons.
    - 11.5. Sequoia Endl., Syn. Conif.: 197 (1847), nom. cons. Tipo: S. sempervirens (D.Don) Endl. (≡ Taxodium sempervirens D.Don)
    - 11.6. Sequoiadendron J.Buchholz, Amer. J. Bot. 26: 536 (1939), nom. cons. prop. Tipo: S. giganteum (Lindl.) J.Buchholz (≡ Wellingtonia gigantea Lindl.) Sinónimos: Wellingtonia Lindl., Gard. Chron. 1853: 823 (1853), nom. illeg., non Meisn. (1840). Tipo: W. gigantea Lindl. Americus Hanford, Great Calif. Tree: 6 (1854), nom. rej. prop. Tipo: A. gigantea (Lindl.) Hanford (≡ Sequoiadendron giganteum (Lindl.) J.Buchholz ≡ Wellingtonia gigantea Lindl.) Washingtonia Winslow, Calif. Farmer 2: 58 (1854), nom. inadmis., non Raf. ex J.M.Coulter (1900), nom. cons. Tipo: W. californica (≡ Sequoiadendron giganteum (Lindl.) J.Buchholz ≡ Wellingtonia gigantea Lindl.)
    - 11.7. Cryptomeria D.Don, Ann. Nat. Hist. 1: 233 (1838). Tipo: C. japonica (Thunb. ex L.f.) D.Don (≡ Cupressus japonica Thunb. ex L.f.)
    - 11.8. Glyptostrobus Endl., Syn. Conif.: 69 (1847). Tipo: Taxodium japonicum Brongn., nom. illeg., non (L.f.) Brongn. (= G. pensilis (Staunton ex D.Don) K.Koch)
    - 11.9. Taxodium Rich., Ann. Mus. Natl. Hist. Nat. 16: 298 (1810). Tipo: T. distichum (L.) Rich. (≡ Cupressus disticha L.) Sinónimos: Schubertia Mirb., Nouv. Bull. Sci. Soc. Philom. Paris 3: 123 (1812), nom. rej. Tipo: S. disticha (L.) Mirb. (≡ Cupressus disticha L.) Cuprespinnata J.Nelson, Pinaceae: 61 (1866), nom. illeg. Tipo: C. disticha (L.) J.Nelson (≡ Taxodium distichum (L.) Rich. ≡ Cupressus disticha L.)
    - 11.10. Papuacedrus H.L.Li, J. Arnold Arbor. 34: 25 (1953). Tipo: P. papuana (F.Muell.) H.L.Li (≡ Libocedrus papuana F.Muell.)
    - 11.11. Austrocedrus Florin & Boutelje, Acta Horti Berg. 17(2): 28 (1954). Tipo: A. chilensis (D.Don) Pic.Serm. & Bizzarri (≡ Thuja chilensis D.Don)
    - 11.12. Libocedrus Endl., Syn. Conif.: 42 (1847). Tipo: L. doniana Endl., nom. illeg. (≡ L. plumosa (D.Don) Sarg. ≡ Dacrydium plumosum D.Don) Sinónimo: Stegocedrus Doweld, Novit. Syst. Pl. Vasc. 33: 42 (2001). Tipo: S. austrocaledonica (Brongn. & Gris) Doweld (≡ Libocedrus austrocaledonica Brongn. & Gris).
    - 11.13. Pilgerodendron Florin, Svensk Bot. Tidskr. 24: 132 (1930). Tipo: P. uviferum (D.Don) Florin (≡ Juniperus uvifera D.Don)
    - 11.14. Widdringtonia Endl., Gen. Pl. Suppl. 2: 25 (1842). Tipo: W. cupressoides (L.) Endl. ( = Thuja cupressoides L.) Sinónimos: Pachylepis Brongn., Ann. Sci. Nat. (Paris) 30: 189 (1833), nom. illeg., non Less. (1832). Tipo: P. cupressoides (L.) Brongn. (≡ Widdringtonia cupressoides (L.) Endl. ≡ Thuja cupressoides L.) Parolinia Endl., Gen. Pl. Suppl. 1: 1372 (1841), nom. illeg., non Webb (1840, Brassicaceae). Tipo: Thuja cupressoides L.
    - 11.15. Diselma Hook.f., Fl. Tasmaniae 1(5): 353 (1857). Tipo: D. archeri Hook.f.
    - 11.16. Fitzroya Hook.f. ex Lindl., J. Hort. Soc. London 6: 264 (1851), como ‘Fitz-Roya’, nom. & orth. cons. Tipo: F. patagonica Hook.f. ex Lindl. (= F. cupressoides (Molina) I.M.Johnst. ≡ Pinus cupressoides Molina) Sinónimo: Cupresstellata J.Nelson, Pinaceae: 60 (1866). Tipo: Cupresstellata patagonica (Hook.f. ex Lindl.) J.Nelson (≡ Fitzroya patagonica Hook.f. ex Lindl.)
    - 11.17. Callitris Vent., Decas Gen. 10 (1808). Tipo: C. rhomboidea R.Br. ex Rich. & A.Rich. Sinónimos: Frenela Mirb., Mém. Mus. Hist. Nat. 13: 30, 74 (1825), nom. illeg. Tipo: Frenela rhomboidea (R.Br. ex Rich & A.Rich.) Endl., por tipificación (≡ Callitris rhomboidea R.Br. ex Rich. & A.Rich.) Cyparissia Hoffmanns., Preis-Verzeichn. Pfl., ed. 7: 20 (1833), nom. illeg. Tipo: C. australis (Pers.) Hoffmanns. (≡ Cupressus australis Pers. = Callitris rhomboidea R.Br. ex Rich. & A.Rich.) Octoclinis F.Muell., Trans. & Proc. Philos. Inst. Victoria 2(1): 21 (1857). Tipo: O. macleayana F.Muel l. Laechhardtia Gordon, Pinetum Suppl.: 40 (1862). Tipo: L. macleayana Gordon, nom. illeg. (≡ Frenela variabilis Carr.) Nothocallitris A.V.Bobrov & Melikian, Komarovia 4: 85 (2006). Tipo: N. sulcata (Parl.) A.V.Bobrov & Melikian (≡ Callitris sulcata Parl.).
    - 11.18. Actinostrobus Miq. en J.G.C. Lehmann, Pl. Preiss. 1: 644 (1845). Tipo: A. pyramidalis Miq.
    - 11.19. Neocallitropsis Florin, Palaeontographica, Abt. B, Paläophytol. 85B: 590 (1944). Tipo: N. araucarioides (Compton) Florin (≡ Callitropsis araucarioides Compton) Sinónimo: Callitropsis Compton, J. Linn. Soc., Bot. 45: 432 (1922), nom. illeg., non Oersted (1864). Tipo: C. araucarioides Compton
    - 11.20. Thujopsis Siebold & Zucc. ex Endl., Gen. Suppl. 2: 24 (1842), nom. cons. Tipo: T. dolabrata (Thunb. ex L.f.) Siebold & Zucc. (≡ Thuja dolabrata Thunb. ex L.f.) Sinónimo: Dolophyllum Salisb., J. Sci. Arts (London) 2: 313 (1817), nom. rej. Tipo: Thuja dolabrata Thunb. ex L.f.
    - 11.21. Thuja L., Sp. Pl. 2: 1002 (1753). Tipo: T. occidentalis L. Thya Adans., Fam. Pl. 2: 480 (1763), nom. illeg.
    - 11.22. Fokienia A.Henry & H.H.Thomas, Gard. Chron., ser. 3. 49: 67 (1911). Tipo: F. hodginsii (Dunn) A.Henry & H.H.Thomas (≡ Cupressus hodginsii Dunn)
    - 11.23. Chamaecyparis Spach, Hist. Nat. Vég. Phan. 11: 329 (1841). Tipo: C. sphaeroidea Spach, nom. illeg. (≡ C. thyoides (L.) Britton, Sterns & Poggenb. ≡ Cupressus thyoides L.). Sinónimos: Retinispora Siebold & Zucc., Fl. Jap. 2: 36 (1844). Tipo: R. obtusa Siebold & Zucc. Shishindenia Makino ex Koidz., Acta Phytotax. Geobot. 9: 101 (1940). Tipo: S. ericoides (Boehm.) Makino ex Koidz. (≡ Chamaecyparis obtusa var. ericoides Boehm.).[nota 4]
    - 11.24. Cupressus L., Sp. Pl. 2: 1002 (1753). Tipo: C. sempervirens L. Sinónimos: Callitropsis Oerst., Vidensk. Meddel. Dansk Naturhist. Foren. Kjøbenhavn 1864: 32. (1864), nom. rej. prop. Tipo: C. nootkatensis (D.Don) Florin (≡ Cupressus nootkatensis D.Don). Xanthocyparis Farjon & T.H.Nguyên, en Farjon et al., Novon 12: 179 (2002), nom. cons. prop. Tipo: X. vietnamensis Farjon & T.H.Nguyên. Tassilicyparis A.V.Bobrov & Melikian, Komarovia 4: 72 (2006). Tipo: T. dupreziana (A.Camus) A.V.Bobrov & Melikian (≡ Cupressus dupreziana A.Camus). Platycyparis A.V.Bobrov & Melikian, Komarovia 4***: 73 (2006). Tipo: P. funebris (Endl.) A.V.Bobrov & Melikian (≡ Cupressus funebris Endl.). Hesperocyparis Bartel & R.A.Price, Phytologia 91: 179 (2009). Tipo: H. macrocarpa (Hartw. ex Gordon) Bartel (≡ Cupressus macrocarpa Hartw. ex Gordon) Neocupressus de Laub., Novon 19: 301 (2009), nom. illeg. Tipo: N. macrocarpa (Hartw. ex Gordon) de Laub. (≡ Cupressus macrocarpa Hartw. ex Gordon)
Nota: Adams et al. (2009) mostró que Cupressus formaba dos clados: el clado del Viejo Mundo de Cupressus era hermano de Juniperus, mientras que el clado del Nuevo Mundo de Cupressus (Hesperocyparis) inclía a Xanthocyparis vietnamensis y a Callitropsis nootkatensis. Sin embargo, Mao et al. (2010) mostró que Cupressus en su sentido más amplio incluyendo a Xanthocyparis y a Callitropsis es monofilético con sustento débil. Hasta que se llegue a la resolución de la posición filogenética de Cupressus, aquí se toma una opción conservativa y se decide posicionar a Cupressus en sentido amplio, incluyendo a Callitropsis, Hesperocyparis y a Xanthocyparis.
    - 11.25. Juniperus L., Sp. Pl. 2: 1038 (1753). Tipo: J. communis L. Sinónimos: Sabina Mill., Gard. Dict. Abr., ed. 4, 3 (1754). Tipo: S. vulgaris Antoine (≡ Juniperus sabina L.) Cedrus Duhamel, Traité Arb. Arbust. 1: xxviii, 139. t. 52 (1755), nom. rej. Tipo: No designado. Thujiaecarpus Trautv., Pl. Imag. 11 (1844). Tipo: T. juniperinus Trautv., nom. illeg. (= Juniperus oblonga M.Bieb. = J. communis var. saxatilis Pall.). Arceuthos Antoine & Kotschy, Oesterr. Bot. Wochenbl. 4: 249 (1854). Tipo: A. drupacea (Labill.) Antoine & Kotschy (≡ Juniperus drupacea Labill.) Sabinella Nakai, Tyosen-Sanrin 165: 14 (1938). Tipo: S. phoenicea (L.) Nakai (≡ Juniperus phoenicea L.)
    - 11.26. Calocedrus Kurz, J. Bot. 11: 196 (1873). Tipo: C. macrolepis Kurz Sinónimo: Heyderia C.Koch, Dendrologie 2(2): 177 (1873), nom. illeg., non Link (1833, fungus). Tipo: H. decurrens (Torrey) C.Koch (≡ Calocedrus decurrens (Torrey) Florin ≡ Libocedrus decurrens Torrey).
    - 11.27. Tetraclinis Masters, J. Roy. Hort. Soc. 14: 250 (1892). Tipo: T. articulata (Vahl) Masters (≡ Thuja articulata Vahl)
    - 11.28. Platycladus Spach, Hist. Nat. Vég. Phan. 11: 333 (1841). Tipo: P. stricta Spach, nom. illeg. (= P. orientalis (L.) Franco ≡ Thuja orientalis L.) Sinónimos: Biota (D.Don) Endl., Syn. Conif.: 46 (1847), nom. illeg., non Cass. (1825). Tipo: B. orientalis (L.) Endl. (≡ Thuja orientalis L.)
    - 11.29. Microbiota Komarov, Bot. Mater. Gerb. Glavn. Bot. Sada RSFSR 4(23/24): 180 (1923). Tipo: M. decussata Komarov

  - Familia 12. Taxaceae Gray, Nat. Arr. Brit. Pl. 2: 222, 226 (1822), nom. cons. Tipo: Taxus L. Sinónimos: Cephalotaxaceae Neger, Nadelhölzer 23, 30 (1907). Tipo: Cephalotaxus Siebold & Zucc. ex Endl. Amentotaxaceae Kudô & Yamam., in Kudô, J. Soc. Trop. Agric. 3: 110 (1931). Tipo: Amentotaxus Pilg. Austrotaxaceae Nakai, Tyosen-Sanrin 158: 14 (1938). Tipo: Austrotaxus Compton Torreyaceae Nakai, Tyosen-Sanrin 158: 14, 23 (1938). Tipo: Torreya Arnott
6 géneros, 28 especies, Eurasia a Malesia, Norte de África, Nueva Caledonia, Norteamérica a América Central. Esta secuencia sigue los árboles filogenéticos de Hao et al. (2008). Taxaceae es monofilético cuando Cephalotaxus y Amentotaxus son incluidos (Price 2003). Se puede argüir que los resultados filogenéticos de Hao et al. (2008) sustentan una clasificación alternativa en 3 familias (Taxaceae, Cephalotaxaceae y Amentotaxaceae), pero aquí se optó por una circunscripción más amplia de Taxaceae en lugar de esas pequeñas familias.
    - 12.1. Austrotaxus Compton, J. Linn. Soc., Bot. 45: 427 (1922). Tipo: A. spicata Compton
    - 12.2. Pseudotaxus W.C.Cheng, Res. Notes Forest. Inst. Natl. Centr. Univ. Nanking, Dendrol., ser. 1: 1 (1948). Tipo: P. chienii (W.C.Cheng) W.C.Cheng (≡ Taxus chienii W.C.Cheng) Sinónimo: Nothotaxus Florin, Acta Horti Berg. 14: 394 (1948), nom. illeg.
    - 12.3. Taxus L., Sp. Pl. 2: 1040 (1753). Tipo: T. baccata L. Sinónimo: Verataxus J.Nelson, Pinaceae: 168 (1866). Tipo: Taxus communis J.Nelson (≡ T. baccata L.)
    - 12.4. Cephalotaxus Siebold & Zucc. ex Endl., Gen. Pl. Suppl. 2: 27 (1842). Tipo: C. pedunculata Siebold & Zucc. ex Endl., nom. illeg. (= C. harringtonii (Knight ex J.Forbes) K.Koch ≡ Taxus harringtonii Knight ex J.Forbes)
    - 12.5. Amentotaxus Pilger, Bot. Jahrb. Syst. 54: 41 (1916). Tipo: A. argotaenia (Hance) Pilger (≡ Podocarpus argotaenia Hance)
    - 12.6. Torreya Arnott, Ann. Nat. Hist. 1: 130 (1838), nom. cons., non Raf. (1818, Lamiaceae), non Raf. (1819, Cyperaceae), non Spreng (1820, Verbenaceae), non A.Eaton (1929, Loasaceae), all nom. rej. Tipo: T. taxifolia Arnott. Sinónimos: Tumion Raf., Good Book: 63 (1840), nom. illeg. Tipo: T. taxifolium (Arnott) Greene (≡ Torreya taxifolia Arnott) Struvea Rchb., Deutsche Bot. Herbarienbuch: 222, 236 (1841), nom. rej. Tipo: Torreya taxifolia Arnott Caryotaxus Zucc. ex Henkel & Hochst., Syn. Nadelhölzer: 365 (1865), nom. illeg. Tipo: C. nucifera (L.) Henkel & W. Hochst. (≡ Taxus nucifera L. ≡ Torreya nucifera (L.) Siebold & Zucc.) Foetataxus J.Nelson, Pinaceae: 167 (1866), nom. illeg. Tipo: F. montana J.Nelson, nom. illeg. (≡ Torreya taxifolia Arnott)